# Polvijärvi
Polvijärvi es un municipio rural de Finlandia. Está situado en el este del país, en la región de Carelia del Norte (Pohjois-Karjala en finés), con más precisión en la comarca de Joensuu. Polvijärvi tiene una población de 4 246 habitantes (2019) (Tilastokeskus). El municipio de Polvijärvi fue fundado en el año 1876.

## Geografía
Polvijärvi está en Carelia del Norte. Desde del centro de Polvijärvi hay 40 kilómetros a Joensuu, la capital de la región. Los municipios vecinos de Polvijärvi son Juuka, Kontiolahti, Liperi, Outokumpu y Kaavi.
Polvijärvi es un municipio rural y se forma de pueblos pequeños. Los pueblos más grandes son Sotkuma y Kinahmo y los otros aldeas son Haapo, Teerivaara, Horsmanaho, Mutkanvaara, Hukkala, Saarivaara, Lehtovaara, Kinahmo, Kuorevaara, Martonvaara, Sola y Ruvaslahti.

## Historia
En el año 1859 el lago Höytiäinen desembocaba de una manera descontrolado simultáneamente con el descenso del lago. Por eso el área de Höytiäinen disminuyó un tercio de su superficie y, por lo tanto, miles de hectáreas de tierra agrícola fértil vieron la luz. En esta zona fue fundado el municipio de Polvijärvi unos veinte años después.

## Economía
La tasa de empleo de Polvijärvi es de 65% (2018).
El sector agropecuario es una de las industrias más importantes de Polvijärvi. En Polvijärvi hay 181 fincas agrícolas. Polvijärvi es el mayor productor de agricultura orgánica en Carelia del Norte.
Además del municipio de Polvijärvi y Siun sote, las empresas que ofrecen más empleo en Pol ijärvi son Boliden Kylylahti Oy y Ecolam Oy.

## Servicios públicos
El centro de salud de Polvijärvi (Polvijärven terveysasema en finés) ofrece servicios sanitarios básicos en los días laborables.
El municipio también ofrece educación primaria y secundaria. La educación primaria es disponible en la escuela de Polvijärvi (Polvijärven koulu) y en la escuela de Sotkuma (Sotkuman koulu). La educación secundaria se ofrece en el instituto de Polvijärvi (Polvijärven lukio).
También hay servicios culturales y de tiempo libre en Polvijärvi. Hay, por ejemplo, dos museos, una biblioteca, un pabellón de patinaje y hockey sobre hielo, un gimnasio y un campo deportivo.